# 28日後...
『28日後...』（にじゅうはちにちご、28 Days Later）は、2002年製作のイギリス映画。

## 解説
ダニー・ボイル監督、アレックス・ガーランド脚本によるSFホラー映画である。人間を凶暴化させるウイルスが蔓延し、感染者が人々を襲ったために壊滅状態になったロンドンを舞台に、生き残った人々のサバイバルを描く。PG-12指定。
アメリカSF・ファンタジー・ホラー映画アカデミーと呼ばれる第30回サターン賞（2003年度）のホラー映画賞を受賞した。
2007年に続編の『28週後...』が公開された。

## ストーリー
動物愛護活動家が医療科学研究所を襲撃した。研究員はチンパンジーが危険な感染症にかかっていると警告するが、活動家は耳を貸そうとしない。檻から出した途端、チンパンジーは一人の活動家に襲いかかった。チンパンジーに噛まれ負傷した活動家は、暫く苦しんだ後、獣の如く凶暴化し、仲間の活動家や研究員に襲い掛かった。
感染症の正体は、感染すると数秒で脳に侵入して精神を司る部分を破壊し、凶暴性を剥き出しにしてしまうウイルスであった。研究所の襲撃により外部に流出したウイルスは瞬く間に蔓延、ロンドンはゴーストタウンと化した。ウイルスの感染拡大から28日後、メッセンジャーのジムは寂れた病院で昏睡状態から目を覚ます。変わり果てた風景に呆然としながら人気のない街をさまようジムは教会に入るが、そこで彼が目にしたものは自らに襲い掛かってくる感染者の姿だった。何とか逃げのびたジムは生存者のセリーナとマークに助けられる。ジムは自分が昏睡している間に起こった出来事に驚愕する。ジムは2人と自分の家へ向うが、そこにも感染者の影があった。襲撃を受け、マークが感染する。命乞いするマークに鉈を振り下ろすセリーナ。ジムとセリーナは家を出て、フランク、ハンナ親子のアパートを見つける。四人はラジオ放送に従って軍隊の基地を目指すが、行き着いたバリケードは無人で、そこでフランクは感染してしまう。林の中から現れた兵士がフランクを撃ち殺し、
三人はウェスト少佐の基地に連行されるが、そこは取り残された兵士たちが守る分隊だった。少佐の指図でセリーナとハンナをレイプしようとする兵士たち。少佐に反抗した軍曹は処刑され、ジムは辛くも処刑を逃れ、感染者を誘導して分隊を攻撃する。セリーナとハンナを奪還したジムだが、少佐に腹部を撃たれ重傷を負うが脱出に成功する。28日後、セリーナの看病によって回復したジム。3人は偵察機によって発見される。

## 登場人物
ジム
本作の主人公。自転車メッセンジャーの青年。本作開始前に交通事故に遭い、病院に搬送されており、少なくともバイオハザード発生から28日が経過するまで昏睡状態であった。病院のベッドで覚醒し、崩壊したイギリスで感染者に襲われながらもセリーナやマーク、フランク、ハンナといった生存者と行動を共にする。
ラジオ放送を頼りに軍の基地にあるバリケード付近に向かい、そこでウエスト少佐率いる部隊にセリーナ、ハンナと共に保護され、要塞化した館に招かれる。その後、軍人達の目的が強姦であったことを知り、セリーナ、ハンナと共に館を出ようとするも失敗し、離反者である軍曹と共にバリケード付近で処刑されそうになる。しかし、軍曹が処刑されている隙にバリケード外へ逃走することに成功し、ハンナ、セリーナの救出のために動き出す。
鎖に繋がれた感染者メイラーを解放し、彼を利用しながらウエストの部下達を次々と殺害していき、最後はウエストに腹を撃たれるも生き延びた。
セリーナ
本作のヒロイン。薬剤師の女性で、マークと共に生き延びていた。感染者には容赦なく、感染直後、まだ発症していないマークを殺害した。フランク、ハンナ親子と合流した際は、足手まといになるという理由から、彼らの同行を快く思っていなかったが、次第に親子の厳しい環境にありながらも明るいやり取りに希望を感じる様になるが、フランクが死亡したことに絶望する。ウエストの部隊に保護されたことでハンナと共に強姦されそうになるが、ジムによって救出されて最後まで生き延びる。
ハンナ
本作のもう一人のヒロイン。フランクの若い娘。ジム、セリーナと共に軍事基地のバリケード付近に向かうが、そこで父親が感染し、襲われそうになった所でウエスト率いる部隊に保護され、強姦されそうになるが、ジムによって救出され、最後まで生き延びる。
フランク
ハンナの父親。崩壊した町で娘ハンナと共に生活していた。ラジオ放送を頼りに、娘や合流したジム、セリーナと共に軍事基地のバリケードへ車で向かうが、そこで感染者の死体の血液が目に入り感染し、娘に「愛してる」と告げ、近付くハンナを遠ざけて凶暴化する。直後、娘に襲いかかるがウエスト率いる部隊に射殺された。
ヘンリー・ウエスト少佐
英国陸軍の少佐。部下達と共に館を要塞化して籠城している。ラジオ放送で生存者を集めようとしているが、その真の目的は部下に約束した女を与え、強姦させることで人口を増やすためである。
ジムと、解き放たれた感染者メイラーによって部下を皆殺しにされ、復讐のためにジムを銃撃し、車で逃げようとするが、運転していたハンナに、メイラーのそばに連れ去れていかれ、メイラーに撲殺された(感染はしなかった)。
マーク
セリーナと共に籠城していた男。家族をバイオハザードで失った。感染者に襲われたジムを助けるも、自身が感染してしまい、セリーナに殺害された。
メイラー(感染者)
ウエストの部下の一人である黒人兵士。感染直後、ミッチェルに気絶させられ、館の庭で研究材料として鎖に繋がれていた。ジムによって解放され、クリフトンに奇襲を仕掛けて感染させる。その後、感染したクリフトンやジムと共にウエストの部下達を次々と殺害していく。最後はハンナに連れ去られたウエスト少佐を車から引きずり出して殺した。
デイビス
ウエストの部下の一人。ジムが鳴らしたサイレンを調査するため、ウエストと共に出動する。バリケードの梯子を登っている最中にジムにナイフで切り殺された。
ジョーンズ
ウエストの部下の一人。料理を担当しているが、腐った卵でオムレツを作るなど、基本的な所からできていない。ミッチェルがファレルを痛め付けて処刑しようとしたため、代わりに自らがファレルを射殺した。その後、ミッチェル、クリフトンと共にセリーナとハンナを監視していた。感染者メイラーの奇襲を受けたクリフトンを助けるため発砲するがジャミング(弾づまり)を起こしてしまい、暴れ回るメイラーに怯えて隠れていた。メイラーがいなくなり、逃げ出した所をジムに銃剣で刺殺された。
ファレル軍曹
ウエストの部下の一人。ウエストのやり方に反対し、ジムと共に処刑されることになったが、ジムにウィルスの蔓延や、バイオハザードはイギリス全土のみに留まっており、海を渡って拡散はしていない事を告げた上で、自分を先に殺すよう懇願することでジムが逃走する時間稼ぎをしただけでなく、脱出への糸口をもたらす事になる。
ミッチェル伍長
ウエストの部下の一人。態度が粗暴な男。セリーナを自分のものにしようとするが、ジムと解き放たれたメイラーによって部隊が壊滅したため混乱し、屋敷の奥にセリーナと共に籠城しようとするが、ジムに奇襲されて目を潰されて死亡。
クリフトン
ウエストの部下の一人。帽子を被っている。ジョーンズ、ミッチェルと共にセリーナとハンナを監視していたが、解き放たれた感染者メイラーに奇襲されて感染した。その後はメイラーやジムと共に軍人達を次々と殺害した。
ベッドフォード(白人)
暴れるメイラーを発見して射殺しようとしたが、死角から感染したクリフトンに襲われ死亡。
ベルニ(黒人)
銃弾を使いきって小部屋に籠城していたが、ジムを追ってきた感染者であるメイラーとクリフトンに襲われ死亡。

## キャスト
| 役名                   | 俳優                         | 日本語吹替 |
| ---------------------- | ---------------------------- | ---------- |
| ジム                   | キリアン・マーフィー         | 三木眞一郎 |
| セリーナ               | ナオミ・ハリス               | 坂本真綾   |
| マーク                 | ノア・ハントレー             | 楠大典     |
| フランク               | ブレンダン・グリーソン       | 石住昭彦   |
| ハンナ                 | ミーガン・バーンズ           | 宮島依里   |
| ヘンリー・ウェスト少佐 | クリストファー・エクルストン | 大塚芳忠   |
| ファレル軍曹           | スチュアート・マッカリー     | 宝亀克寿   |
| ミッチェル伍長         | リッチ・ハーネット           | 内田直哉   |
| ジョーンズ二等兵       | レオ・ビル                   | 川村拓央   |
| クリフトン二等兵       | ルーク・マーブリー           |            |
| デイビス二等兵         | サンジャイ・ランバルス       |            |
| ベッドフォード二等兵   | レイ・パンタキ               |            |
| メイラー二等兵         | マーヴィンキャンベル         |            |

## スタッフ
- 視覚効果：ムービング・ピクチャー・カンパニー

## 続編
2007年5月11日に続編の『28週後...』が公開された。監督は『10億分の1の男』のファン・カルロス・フレナディージョが起用され、ダニー・ボイルは制作総指揮に回った。今作から6ヶ月後のロンドンが舞台。
2025年には第3作『28年後...』が公開された。本作と同じダニー・ボイルが監督、アレックス・ガーランドが脚本を担当する。